# MAP1B
La proteina associata ai microtubuli 1B è una proteina che nell'uomo è codificata dal gene MAP1B.
Questo gene codifica una proteina che appartiene alla famiglia delle proteina associate ai microtubuli. Si pensa che le proteine di questa famiglia siano implicate nella costruzione del microtubulo, per questo sono un passaggio essenziale per la neurogenesi. Il prodotto di questo gene è un polipeptide precursore che presumibilmente subisce processi proteolitici per generare la catena pesante finale MAP1B e la catena leggera LC1. Studi sul gene knockout del gene MAP1B di topo suggeriscono un importante ruolo nello sviluppo e funzionalità del sistema nervoso. Due splicing alternativi producono delle varianti.

## Interazioni
MAP1B è stato dimostrato interagire con ANP32A e RASSF1.